# Sauteyrargues
Sauteyrargues (okzitanisch: Sautairargues) ist eine französische Gemeinde mit 435 Einwohnern (Stand: 1. Januar 2022) im Département Hérault in der Region Okzitanien; sie gehört zum Arrondissement Lodève und zum Kanton Lodève.

## Geographie
Sauteyrargues liegt am Brestalou an der Grenze zum Département Gard, etwa 25 Kilometer nordnordöstlich von Montpellier. Umgeben wird Sauteyrargues von den Nachbargemeinden Claret im Nordwesten und Norden, Corconne im Norden und Nordosten, Vacquières im Osten, Fontanès im Süden, Valflaunès im Südwesten sowie Lauret im Westen.

## Bevölkerungsentwicklung
| Jahr                       | 1962 | 1968 | 1975 | 1982 | 1990 | 1999 | 2006 | 2012 | 2020 |
| -------------------------- | ---- | ---- | ---- | ---- | ---- | ---- | ---- | ---- | ---- |
| Einwohner                  | 115  | 87   | 86   | 133  | 187  | 300  | 316  | 380  | 428  |
| Quellen: Cassini und INSEE |      |      |      |      |      |      |      |      |      |

## Sehenswürdigkeiten
- Kirche Saint-Martin aus dem 12. Jahrhundert, Monument historique seit 1975
- Kapelle Notre-Dame-d'Aleyrac
- Dolmen du Mas de Vedel

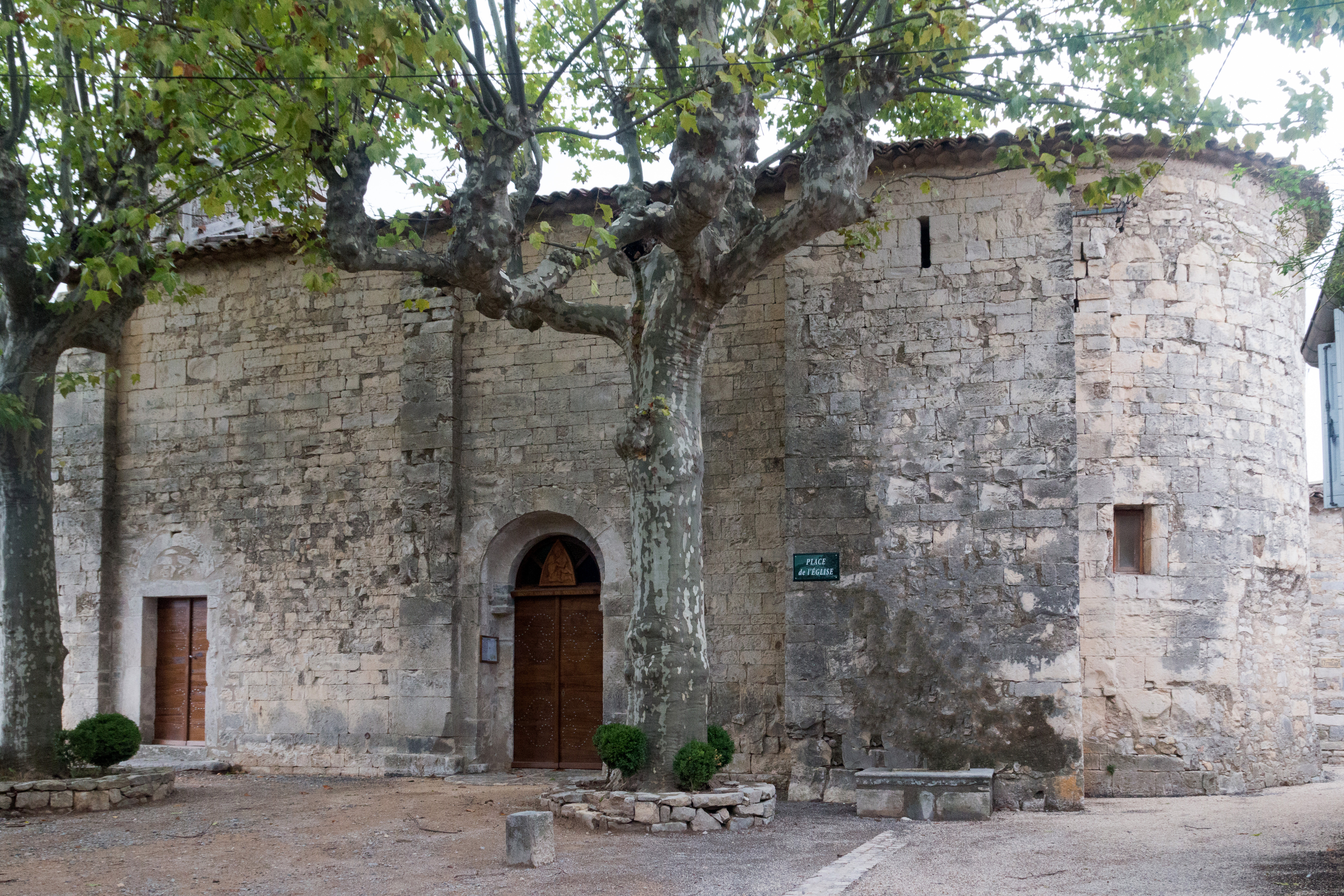
Kirche Saint-Martin
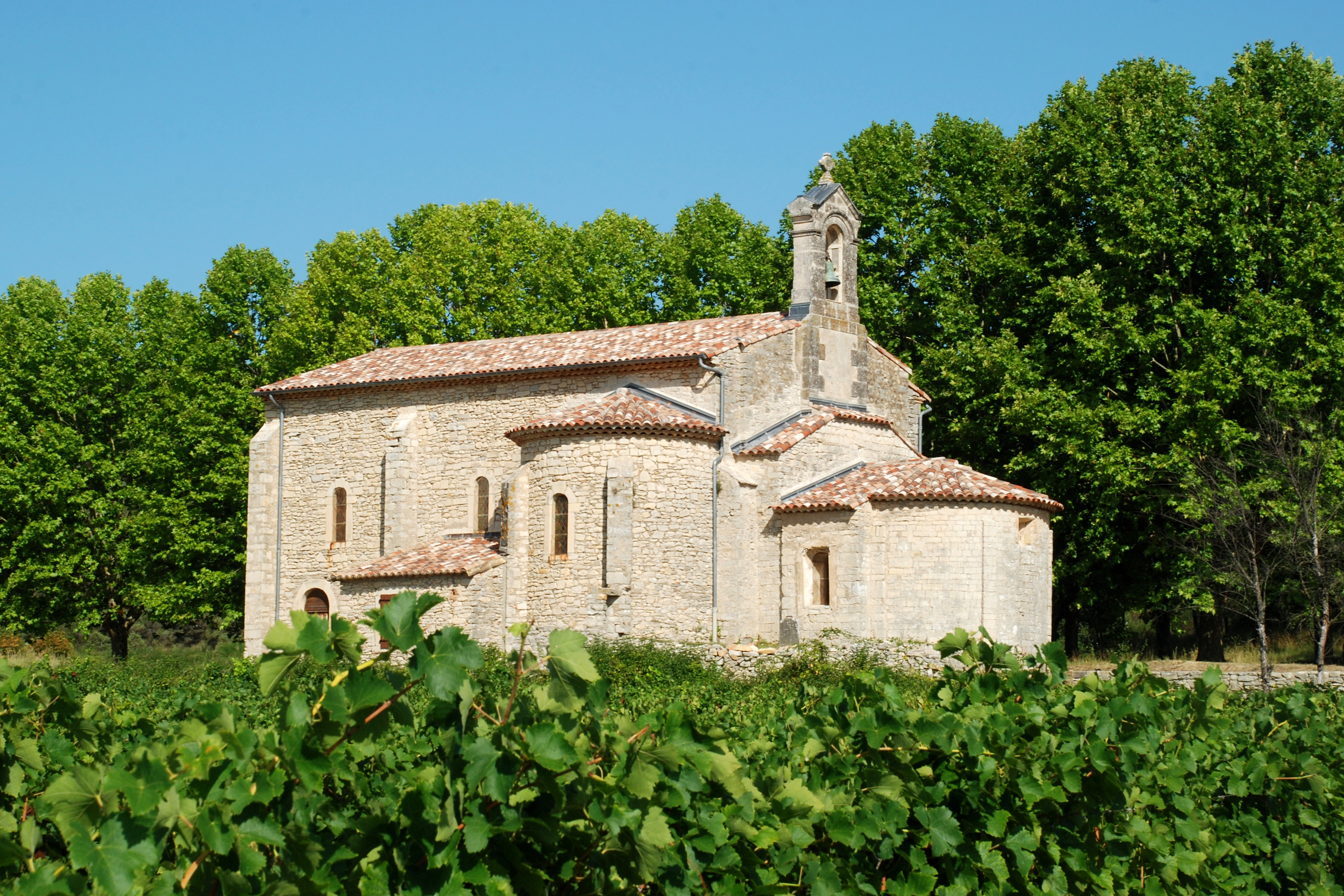
Kapelle Notre-Dame von Aleyrac
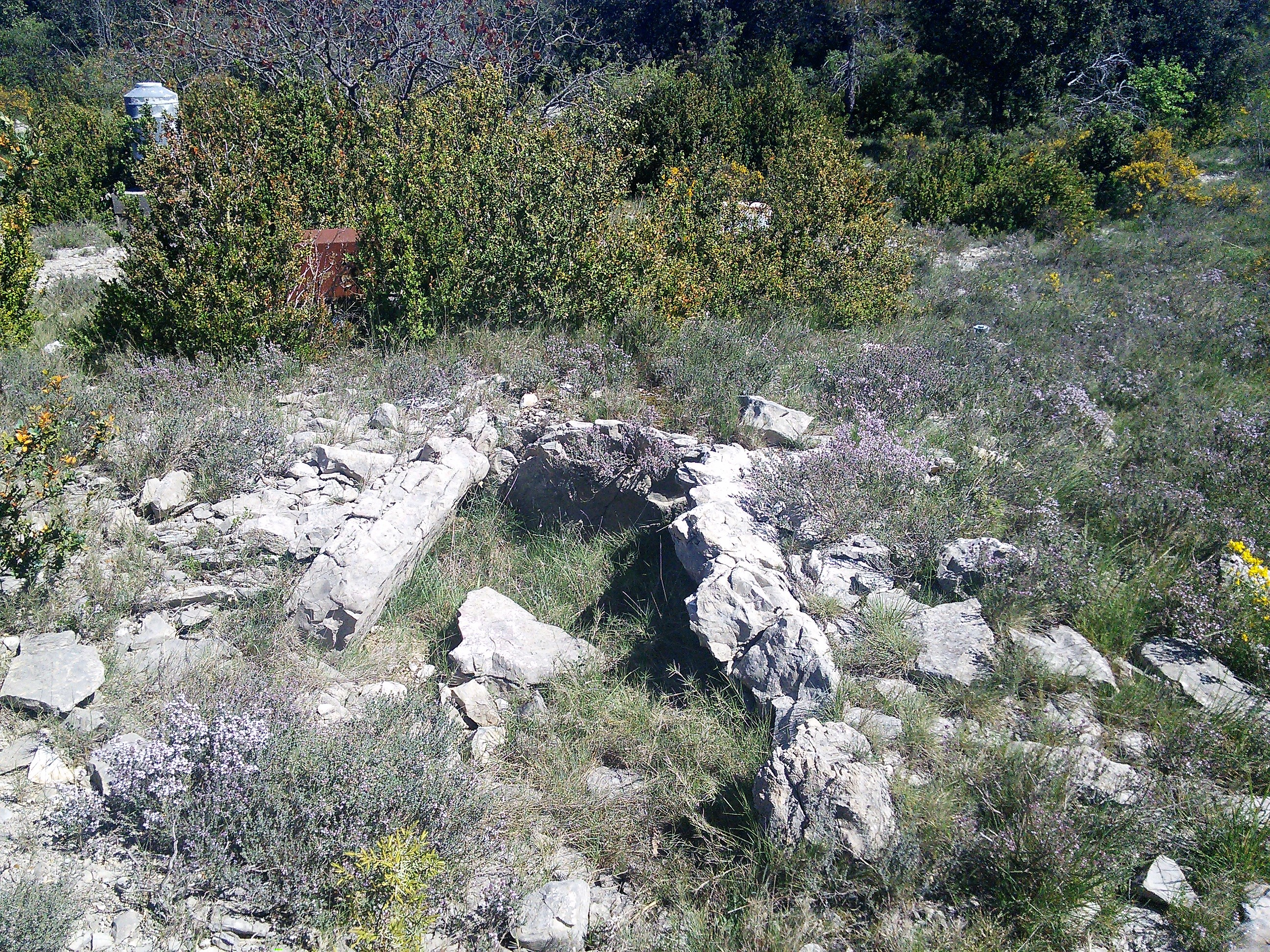
Dolmen du mas de Vedel